# Абдулла, Айбар
Айбар Абдулла (каз. Айбар Абдулла; род. 22 января 2002, Караганда) — казахстанский футболист, нападающий клуба «Актобе», выступающий на правах аренды за клуб «Туран» Туркестан.

## Клубная карьера
Футбольную карьеру начинал в 2020 году в составе клуба «Кайрат». 21 ноября 2020 года в матче против клуба «Кызыл-Жар СК» дебютировал в казахстанской Премьер-лиге (2:3), выйдя на замену на 80-й минуте вместо Данияра Усенова.
Летом 2021 года перешёл в российский клуб «Кайрат» Москва. 18 июля 2021 года в матче против клуба «Ленинградец» дебютировал в ФНЛ-2.

## Карьера в сборной
7 сентября 2023 года дебютировал за сборную Казахстана до 21 года в матче против сборной Венгрии до 21 года (0:2).

## Достижения
«Кайрат»
- Чемпион Казахстана: 2020

## Клубная статистика
| Клуб              | Сезон            | Лига | Лига | Кубки | Кубки | Еврокубки | Еврокубки | Итого | Итого |
| Клуб              | Сезон            | Игры | Голы | Игры  | Голы  | Игры      | Голы      | Игры  | Голы  |
| ----------------- | ---------------- | ---- | ---- | ----- | ----- | --------- | --------- | ----- | ----- |
| Кайрат            | 2020             | 2    | 0    | —     | —     | —         | —         | 2     | 0     |
| Кайрат            | 2022             | 2    | 0    | 4     | 0     | —         | —         | 6     | 0     |
| Кайрат            | 2023             | 2    | 0    | —     | —     | —         | —         | 2     | 0     |
| Кайрат            | Итого            | 6    | 0    | 4     | 0     | —         | —         | 10    | 0     |
| → Кайрат-Жастар   | 2020             | 10   | 0    | —     | —     | —         | —         | 10    | 0     |
| → Кайрат-Жастар   | 2021             | 9    | 6    | —     | —     | —         | —         | 9     | 6     |
| → Кайрат-Жастар   | 2022             | 8    | 3    | —     | —     | —         | —         | 8     | 3     |
| → Кайрат-Жастар   | Итого            | 27   | 9    | —     | —     | —         | —         | 27    | 9     |
| → Кайрат (Москва) | 2021/22          | 17   | 3    | 4     | 1     | —         | —         | 21    | 4     |
| → Кайрат (Москва) | Итого            | 17   | 3    | 4     | 1     | —         | —         | 21    | 4     |
| Шахтёр            | 2023             | 13   | 1    | 4     | 0     | —         | —         | 17    | 1     |
| Шахтёр            | 2024             | 17   | 1    | 2     | 0     | —         | —         | 19    | 1     |
| Шахтёр            | Итого            | 30   | 2    | 6     | 0     | —         | —         | 46    | 2     |
| → Шахтёр М        | 2023             | 5    | 1    | —     | —     | —         | —         | 5     | 1     |
| → Шахтёр М        | Итого            | 5    | 1    | —     | —     | —         | —         | 5     | 1     |
| Всего за карьеру  | Всего за карьеру | 85   | 15   | 14    | 1     | —         | —         | 99    | 16    |